# Паллант (сын Пандиона)
Паллант (сын Пандиона, др.-греч. Πάλλας) — Персонаж древнегреческой мифологии. Сын изгнанного из Афин царя Пандиона, родился в Мегарах. Его мать Пилия. После смерти отца сыновья Пандиона выступили в поход на Аттику, изгнали сыновей Метиона и разделили Аттику на четыре части. Паллант получил южную область. Его называют воспитателем гигантов. Паллант с 50 сыновьями восстал против Тесея и был им убит. От него граждане из дема Паллена.